# 프라이아시

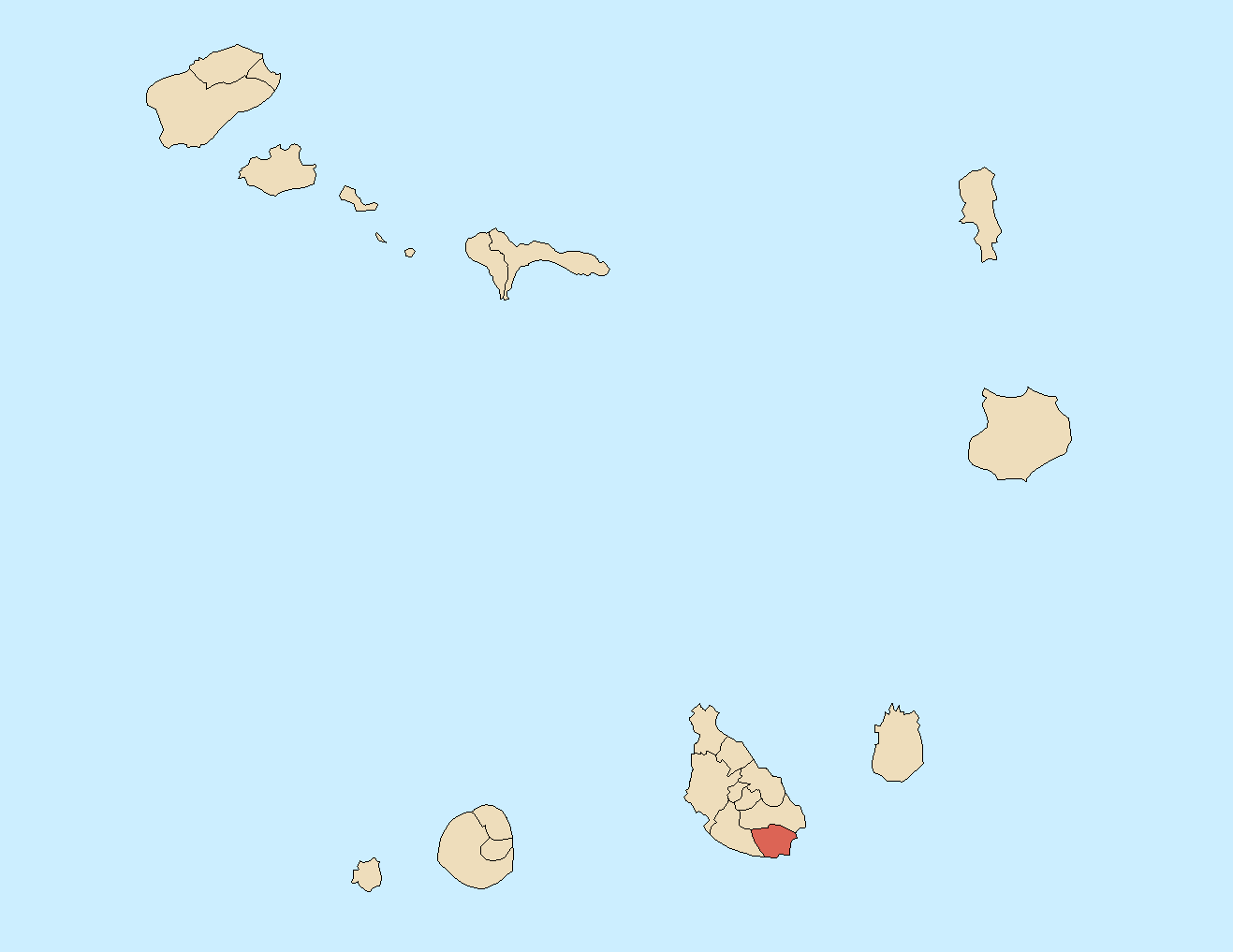
프라이아시의 위치

프라이아시(포르투갈어: Praia)는 카보베르데를 구성하는 22개 지방 자치체 가운데 하나로 산티아구섬 남부에 위치한다. 행정 중심지는 카보베르데의 수도인 프라이아이며 면적은 102.6km2, 인구는 130,271명(2010년 기준)이다. 1개 교구(노사세뇨라다그라사(Nossa Senhora da Graça) 교구)를 관할한다.